# John Floyd
John Floyd (Floyds Station, 24 aprile 1783 – Sweet Springs, 17 agosto 1837) è stato un politico e militare statunitense.

## Biografia
Fu il venticinquesimo governatore della Virginia. Nato a Floyds Station (vicino all'odierna Louisville, contea di Jefferson, Kentucky), era il figlio del pioniere James John Floyd. Era un parente di Charles Floyd.
Studiò al Dickinson College e alla University of Pennsylvania dove terminò gli studi nel 1806.
Nel 1804 sposò Letitia Preston, figlia di William Preston e Susannah Smith, sorella della più celebre Francis Preston. La coppia ebbe 12 figli, fra cui:
- John Buchanan Floyd, (1806-1863), governatore della Virginia
- Nicketti Buchanan Floyd
- George Rogers Clark Floyd
- Eliza Lavalette Floyd

Prestò servizio come medico nella guerra del 1812.